# Ектор Сальва
Ектор Сальва (ісп. Héctor Salvá, 27 листопада 1939, Монтевідео — 20 листопада 2015) — уругвайський футболіст, що грав на позиції півзахисника. По завершенні ігрової кар'єри — тренер. Виступав, зокрема, за клуби «Насьйональ» та «Данубіо», а також національну збірну Уругваю.

## Клубна кар'єра
Футбольну кар'єру розпочав 1958 року в скромному уругвайському клубі «Канілітас». Наступного року прийняв пропозицію перебратися до складу одного з грандів уругвайського футболу, столичного «Насьйоналя». У 1962 році перейшов до «Рампла Хуніорс», разом з яким 1964 року став переможцем Прімера Дивізіону Уругваю та став найкращим бомбардиром чемпіонату (20 голів). Своєю грою за останню команду привернув увагу представників тренерського штабу клубу «Данубіо», до складу якого приєднався 1966 року. Відіграв за команду з Монтевідео наступний сезон своєї ігрової кар'єри.
Протягом 1968—1969 років захищав кольори клубу «Хімнасія і Есгріма». Завершив кар'єру гравця у команді «Белья Віста», за яку виступав протягом 1969—1970 років.

## Виступи за збірні
1958 року у складі юнацької збірної Уругваю (U-19) виступав на юнацькому чемпіонаті Південної Америки 1958 року в Чилі, де уругвайці стали переможцями турніру. На юнацькому чемпіонаті Південної Америки під керівництвом Хуана Агілара зіграв 5 матчів, у яких відзначився 3-ма голами.
1960 року дебютував в офіційних матчах у складі національної збірної Уругваю. У складі збірної був учасником чемпіонату світу 1966 року в Англії (на турунірі зіграв 1 матч, у чвертьфіналі проти ФРН), Чемпіонату Південної Америки 1967 року в Уругваї, здобувши того року титул континентального чемпіона. Загалом протягом кар'єри у національній команді, яка тривала 8 років, провів у її формі 18 матчів, відзначився 2 голами.

## Кар'єра тренера
По завершенні кар'єри гравця розпочали тренерську діяльність. У 1975 році виконував обов'язки головного тренера аргентинського клубу «Хімнасія і Есгріма». Також тренував «Мірамар Місьйонес», разом з якою 1986 року виграв Сегунда Дивізіон Уругваю. У 1993 році зайняв посаду головного тренера «Насьйоналя», який очолював у двох чемпіонських матчах, де хмінив Мігеля П'яццу, але вже 8 грудня 1993 року його змінив на займаній посаді Едуардо Лухан Манера. У 1996 році знову очолив «Насьйональ», але вже 7 квітня 1996 року його звільнили та призначили виконувачем обов'язків головного тренера Густаво Буено.
Помер 20 листопада 2015 року на 76-му році життя.

## Досягнення

### Як гравця
«Рампла Хуніорс»
- Прімера Дивізіон Уругваю
  -  Срібний призер (1): 1964

- Найкращий дивізіон Прімера Дивізіону Уругваю (20 голів)

юнацька збірна Уругваю
- Молодіжний чемпіонат Південної Америки
  -  Чемпіон (1): 1958

збірна Уругваю
- Чемпіонат Південної Америки
  -  Чемпіон (1): 1967

### Як тренера
«Мірамар Місьйонес»
- Сегунда Дивізіон Уругваю
  -  Чемпіон (1): 1986